# Serie A 1974-1975 (rugby a 15)
La serie A 1974-75 fu il 45º campionato nazionale italiano di rugby a 15 di prima divisione.
Si tenne dal 29 settembre 1974 al 20 aprile 1975 tra 12 squadre a girone unico e vide il ritorno in serie A del Parma e la migrazione dello sponsor Intercontinentale dal CUS Roma al Frascati.
A vincere il titolo nazionale fu, per la prima e a tutt'oggi unica volta, il Brescia guidato in terza linea da Marco Bollesan; i lombardi furono quindi l'undicesimo club a iscrivere il proprio nome nell'albo d'oro del campionato; dopo di allora si dovettero attendere 27 stagioni per vedere di nuovo un club vincere il suo primo scudetto, il Viadana nel 2001-02.
Il Brescia vinse il titolo imponendosi di un punto su L’Aquila, dopo avere sorpassato la squadra abruzzese alla penultima giornata battendola nell'incontro diretto per 8-7.
Il CUS Genova che, solo due stagioni prima, nel 1972-73 era giunto secondo a un punto dal Petrarca campione, retrocesse perdendo 22 incontri su 22 e finendo penalizzato di un ulteriore punto per aver rinunciato a scendere in campo in un incontro con l'Amatori Catania.
Insieme al CUS Genova retrocedette anche il CUS Roma.

## Squadre partecipanti
- Amatori Catania
- L’Aquila
- Brescia (sponsorizzata Concordia)
- CUS Genova
- CUS Roma
- Fiamme Oro (Padova)

- Frascati (sponsorizzata Intercontinentale)
- Parma (sponsorizzata Arquati)
- Petrarca
- Rugby Roma (sponsorizzata Algida)
- Rovigo
- Treviso (sponsorizzata Metalcrom)

## Risultati
|       | 1ª/12ª giornata           |       |
| ----- | ------------------------- | ----- |
| 9-12  | Rugby Roma - Parma        | 12-6  |
| 40-3  | Brescia - Amatori Catania | 15-12 |
| 6-19  | Frascati - Petrarca       | 3-16  |
| 10-6  | Treviso - L'Aquila        | 15-26 |
| 30-13 | Rovigo - Fiamme Oro       | 12-10 |
| 9-15  | CUS Genova - CUS Roma     | 3-21  |
|       |                           |       |

|       | 4ª/15ª giornata            |       |
| ----- | -------------------------- | ----- |
| 0-7   | Amatori Catania - Petrarca | 3-30  |
| 24-9  | Parma - CUS Genova         | 35-0  |
| 3-23  | CUS Roma - Brescia         | 0-19  |
| 15-9  | Fiamme Oro - Treviso       | 16-13 |
| 15-12 | Frascati - Rugby Roma      | 16-0  |
| 3-3   | Rovigo - L'Aquila          | 12-12 |
|       |                            |       |

|      | 7ª/18ª giornata            |      |
| ---- | -------------------------- | ---- |
| 6-20 | CUS Roma - Rugby Roma      | 6-22 |
| 7-13 | Amatori Catania - L'Aquila | 0-29 |
| 18-4 | Parma - Rovigo             | 9-19 |
| 3-6  | CUS Genova - Brescia       | 4-46 |
| 24-6 | Frascati - Treviso         | 0-20 |
| 3-12 | Petrarca - Fiamme Oro      | 12-6 |
|      |                            |      |

|       | 10ª/21ª giornata          |       |
| ----- | ------------------------- | ----- |
| 95-6  | Rugby Roma - CUS Genova   | 40-12 |
| 3-3   | Fiamme Oro - Parma        | 12-16 |
| 26-12 | Frascati - CUS Roma       | 30-3  |
| 13-9  | L'Aquila - Brescia        | 7-8   |
| 19-4  | Treviso - Amatori Catania | 9-17  |
| 10-8  | Rovigo - Petrarca         | 6-6   |

|       | 2ª/13ª giornata            |       |
| ----- | -------------------------- | ----- |
| 12-0  | Amatori Catania - Frascati | 0-18  |
| 3-16  | Parma - Brescia            | 6-17  |
| 13-15 | CUS Roma - Treviso         | 15-16 |
| 39-15 | L'Aquila - Fiamme Oro      | 16-3  |
| 23-6  | Petrarca - CUS Genova      | 21-0  |
| 7-25  | Rovigo - L'Aquila          | 15-16 |
|       |                            |       |

|       | 5ª/16ª giornata          |      |
| ----- | ------------------------ | ---- |
| 22-3  | Rugby Roma - Treviso     | 19-7 |
| 12-6  | Amatori Catania - Rovigo | 4-35 |
| 26-3  | Brescia - Fiamme Oro     | 7-9  |
| 3-6   | CUS Genova - Frascati    | 7-56 |
| 15-7  | L'Aquila - Parma         | 6-0  |
| 18-14 | Petrarca - CUS Roma      | 39-6 |
|       |                          |      |

|       | 8ª/19ª giornata         |       |
| ----- | ----------------------- | ----- |
| 17-32 | Rugby Roma - Petrarca   | 10-10 |
| 41-4  | Parma - Amatori Catania | 6-7   |
| 9-3   | Fiamme Oro - CUS Roma   | 11-6  |
| 16-3  | L'Aquila - CUS Roma     | 13-9  |
| 6-6   | Treviso - Brescia       | 13-22 |
| 34-3  | Rovigo - CUS Genova     | 41-0  |
|       |                         |       |

|       | 11ª/22ª giornata             |       |
| ----- | ---------------------------- | ----- |
| 12-10 | Amatori Catania - Fiamme Oro | 3-27  |
| 10-3  | Parma - Frascati             | 4-10  |
| 24-6  | Brescia - Rugby Roma         | 19-12 |
| 12-13 | CUS Genova - Treviso         | 4-33  |
| 6-12  | CUS Roma - Rovigo            | 16-51 |
| 3-4   | Petrarca - L'Aquila          | 6-10  |

|      | 3ª/14ª giornata              |      |
| ---- | ---------------------------- | ---- |
| 16-9 | Rugby Roma - L'Aquila        | 6-10 |
| 12-6 | Brescia - Frascati           | 3-3  |
| 6-16 | CUS Genova - Amatori Catania | 0-6  |
| 19-9 | Fiamme Oro - CUS Roma        | 9-12 |
| 4-10 | Treviso - Rovigo             | 6-19 |
| 13-0 | Petrarca - Parma             | 0-4  |
|      |                              |      |

|       | 6ª/17ª giornata            |       |
| ----- | -------------------------- | ----- |
| 3-16  | Brescia - Petrarca         | 12-12 |
| 21-0  | CUS Roma - Amatori Catania | 13-20 |
| 22-28 | Fiamme Oro - Rugby Roma    | 9-17  |
| 60-0  | L'Aquila - CUS Genova      | 20-3  |
| 20-8  | Treviso - Parma            | 16-31 |
| 14-0  | Rovigo - Frascati          | 19-14 |
|       |                            |       |

|      | 9ª/20ª giornata              |      |
| ---- | ---------------------------- | ---- |
| 0-17 | Amatori Catania - Rugby Roma | 6-32 |
| 11-3 | Brescia - Rovigo             | 6-4  |
| 6-19 | CUS Genova - Fiamme Oro      | 8-86 |
| 10-0 | CUS Roma - Parma             | 7-29 |
| 10-6 | Frascati - L'Aquila          | 6-49 |
| 26-0 | Petrarca - Treviso           | 4-13 |

## Classifica
|               |     | Squadra         | G  | V  | N | P  | PF  | PS  | Pt |
| ------------- | --- | --------------- | -- | -- | - | -- | --- | --- | -- |
|               | 1.  | Brescia         | 22 | 16 | 3 | 3  | 350 | 147 | 35 |
|               | 2.  | L’Aquila        | 22 | 16 | 2 | 4  | 382 | 151 | 34 |
|               | 3.  | Rugby Roma      | 22 | 14 | 1 | 7  | 453 | 252 | 29 |
|               | 4.  | Petrarca        | 22 | 13 | 3 | 6  | 324 | 145 | 29 |
|               | 5.  | Rovigo          | 22 | 13 | 3 | 6  | 366 | 202 | 29 |
|               | 6.  | Parma           | 22 | 10 | 1 | 11 | 272 | 212 | 21 |
|               | 7.  | Fiamme Oro      | 22 | 10 | 1 | 11 | 338 | 290 | 21 |
|               | 8.  | Frascati        | 22 | 10 | 1 | 11 | 261 | 247 | 21 |
|               | 9.  | Treviso         | 22 | 9  | 1 | 12 | 266 | 319 | 19 |
|               | 10. | Amatori Catania | 22 | 8  | 0 | 14 | 148 | 394 | 16 |
| Retrocessione | 11. | CUS Roma        | 22 | 5  | 0 | 17 | 220 | 409 | 10 |
| Retrocessione | 12. | CUS Genova      | 22 | 0  | 0 | 22 | 104 | 716 | -1 |

## Verdetti
- Brescia: campione d'Italia
- CUS Roma, CUS Genova: retrocesse in serie B